# Đất ngập nước

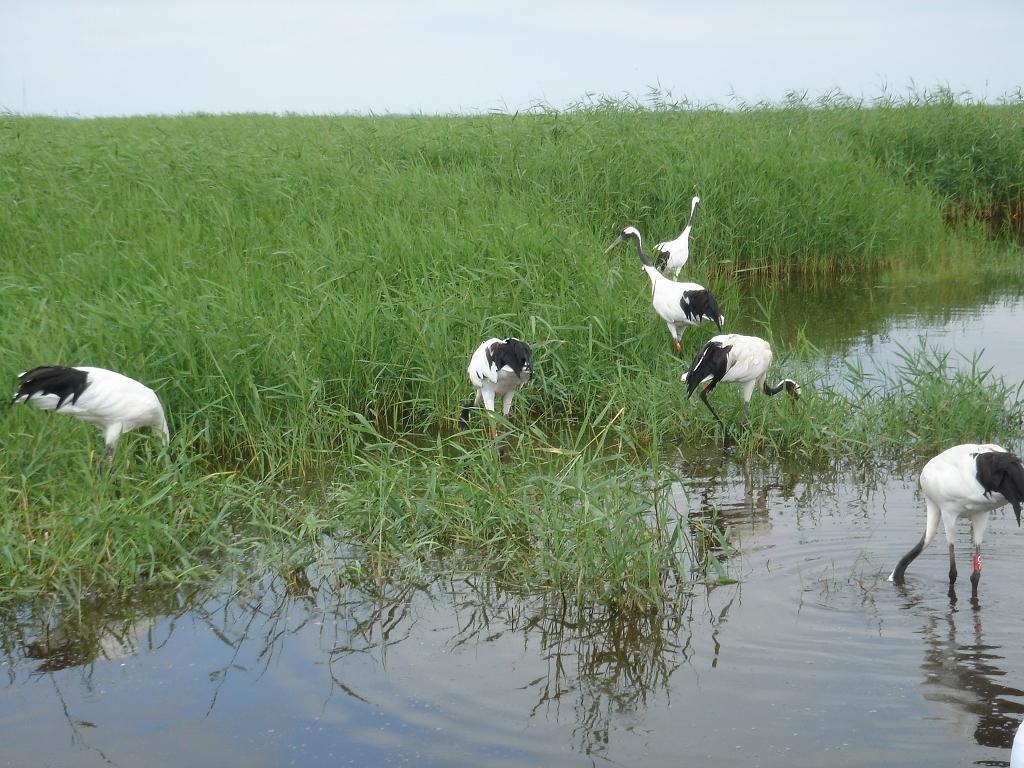
Một vùng đất ngập nước

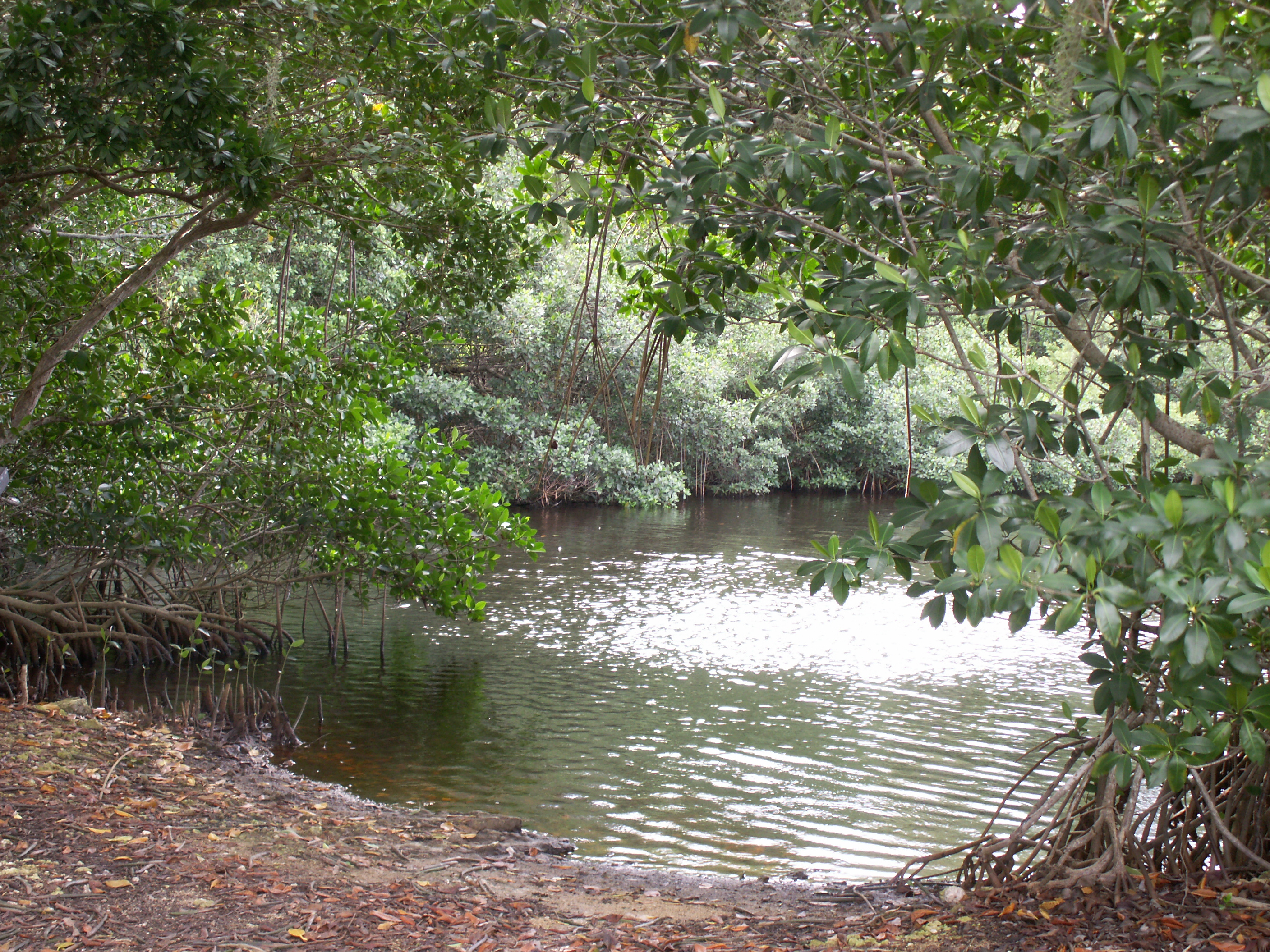
Thực vật ngập mặn ở các đầm lầy ven biển. Đầm lầy này nằm ở Everglades, Florida

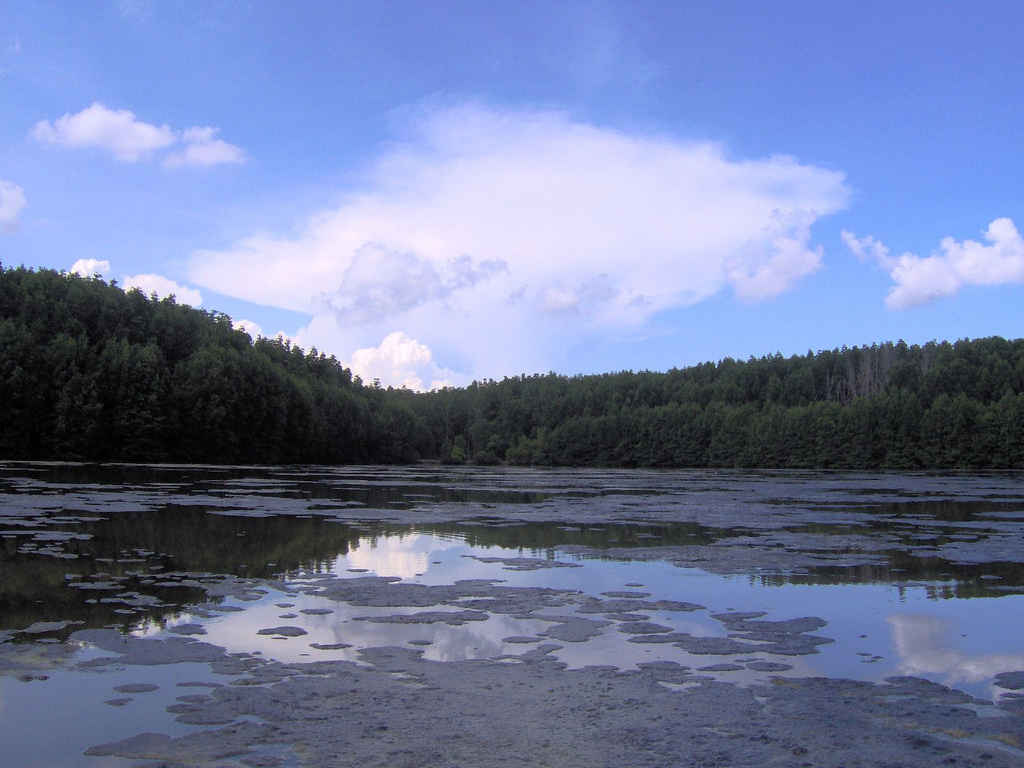
Đầm Dơi trong Khu dự trữ sinh quyển Cần Giờ tại Việt Nam

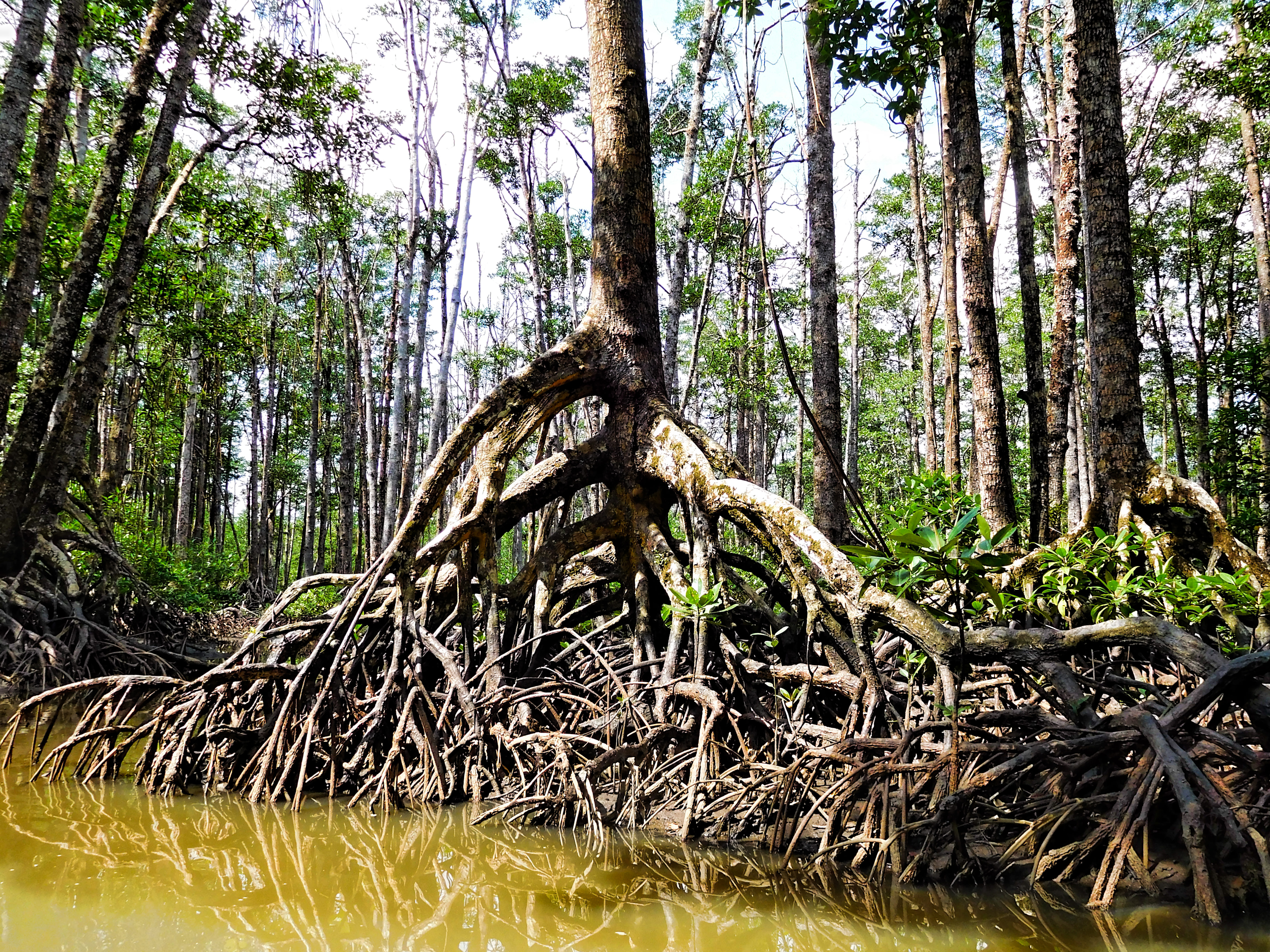
Rễ cây ngập mặn khi thủy triều xuống trong Rừng ngập mặn ở Vườn quốc gia sông ngầm Puerto Princes

Đất ngập nước là một vùng đất mà đất bị bão hòa có độ ẩm theo mùa hay vĩnh viễn. Các vùng này cũng có thể bị bao phủ một phần hay hoàn toàn bởi hồ cạn. Các vùng đất ngập nước bao gồm đầm lầy (đầm lầy toan và đầm lầy cỏ), đầm, đồng cỏ ẩm ướt, đồng lầy,  và bãi lầy, hoặc hỗn hợp và tiểu loại bao gồm rừng ngập mặn, các loại rừng ngập nước. Nước trong vùng đất ngập nước có thể là nước mặn, nước ngọt hoặc nước lợ. Vùng đất ngập nước lớn nhất trên thế giới là Pantanal kéo dài từ Brasil, Bolivia và Paraguay ở Nam Mỹ.
Các vùng đất ngập nước được xem là có sự đa dạng sinh học cao nhất trong tất cả các hệ sinh thái. Thực vật trong vùng ngập nước gồm thực vật ngập mặn, súng, cỏ nến, lau, thông rụng lá, thông đen, bách, bạch đàn, và các loài khác. Động vật bao gồm các loài khác nhau như lưỡng cư, rùa, chim, côn trùng, và động vật có vú. Các vùng đất ngập nước còn có vai trò là hệ lọc nước thải tự nhiên — ví dụ như ở Calcutta, Ấn Độ và Arcata, California. Nghiên cứu các vùng đất ngập nước gần đây được gọi bằng thuật ngữ paludology (tiếng Anh) trong một số ấn phẩm.

## Chức năng của đất ngập nước

### Cung cấp nước cho sinh hoạt
Đất ngập nước  là những dòng sông, suối, các hồ chứa nước và các thủy vực nước ngọt chính là nguồn cung cấp nước cho nhu cầu sinh hoạt của con người. Việt Nam là một nước có hệ thống sông ngòi rất phong phú, nhưng tài nguyên nước mặt lại phân bố không đều trên phạm vi lãnh thổ và thường 70 - 80% lượng nước sông tập trung trong mùa lũ, còn 6-9 tháng mùa khô hạn chỉ có 20 – 30%, làm cho tình trạng thiếu nước trở nên gay gắt hơn khi dân số ngày càng tăng và khi độ che phủ của rừng ngày càng giảm do tình trạng rừng đầu nguồn bị tàn phá. Chưa có công trình nghiên cứu nào ở Việt Nam tính đến giá trị kinh tế của đất ngập nước trong chức năng cung cấp nước sinh hoạt của người dân, nhưng nước đối với cuộc sống của con người là sự tồn tại và phát triển, sẽ trở nên vô cùng quý giá, có thể không tính được thành tiền.

### Đất ngập nước là những vùng sản xuất quan trọng
Hệ thống đất ngập nước tự nhiên sản xuất một loạt các thảm thực vật và các sản phẩm sinh thái khác có thể thu hoạch để sử dụng cá nhân và thương mại. Quan trọng nhất trong số này là cá, có tất cả hoặc một phần của chu kỳ cuộc sống của nó xảy ra trong một hệ thống đất ngập nước. Cá nước ngọt và nước mặn là nguồn protein chính của cho một tỷ người và chiếm 15% trong hai tỷ khẩu phần ăn của người dân. Ngoài ra, cá tạo ra một ngành công nghiệp đánh bắt cá cung cấp 80% thu nhập và việc làm cho người dân ở các nước đang phát triển. Lương thực được tìm thấy trong hệ thống đất ngập nước là gạo, hạt phổ biến được tiêu thụ với tỷ lệ 1/5 tổng số lượng calo toàn cầu. Ở Bangladesh, Campuchia và Việt Nam, nơi những cánh đồng lúa đang chiếm ưu thế về cảnh quan, tiêu thụ gạo đạt 70%.
Các sản phẩm có nguồn gốc từ rừng ngập mặn khác:
- Củi.
- Muối (sản xuất bằng cách bay hơi nước biển).
- Thức ăn gia súc.
- Y học cổ truyền (ví dụ như từ vỏ cây rừng ngập mặn).
- Sợi cho hàng dệt may.
- Thực vật có giá trị kinh tế như cói,...

### Đất ngập nước là vùng sản xuất thủy sản
Đó là những vùng đất ngập nước bao gồm cả vùng đất ngập nước ngọt và đất ngập nước mặn sản xuất thủy sản cung cấp cho nhu cầu xã hội và xuất khẩu, góp phần đưa Việt Nam trở thành nước xuất khẩu thủy sản hàng đầu thế giới. Nước trong các sông hồ Việt Nam rất giàu các sinh vật phù du là nguồn thước ăn cho cá. Các khu rừng ngập nước là những nơi cung cấp giống, bãi đẻ, thức ăn cho các loài thủy sản. Để hoạt động khai thác thủy sản mang lại hiệu quả, trước hết phải dựa vào cộng đồng dân cư. Các địa phương cần khôi phục lại tổ quản lý đầm vịnh do nhân dân tự nguyện thành lập theo từng nhóm nghề cụ thể. Bên cạnh đó, không cho người dân đánh bắt liên xã, mà thiết lập địa giới ngư trường theo từng xã. Hoạt động khai thác phải được đặt dưới sự quản lý của chính quyền cơ sở nhằm kiểm soát được số lượng ngư cụ, cũng như số hộ khai thác.

### Chắn sóng, chống xói lở và ổn định bờ biển
Nhờ có đai rừng ngập mặn ven biển nên đã làm giảm động lực của sóng và thủy triều và hạn chế sự xói lở bờ biển. Có thể nói rằng không có công trình nào bảo vệ bờ biển chống xói lở tốt bằng đai rừng ngập mặn.

### Lưu trữ chứa và Chống ngập
Hệ thống đất ngập nước của vùng đồng bằng được hình thành từ các dòng sông lớn phía hạ lưu của họ đầu nguồn. Hệ thống sông đáng chú ý là kết quả lớn của vùng đồng bằng bao gồm sông Nile, sông Niger đồng bằng nội địa, [lũ đồng bằng sông Zambezi], sông Okavango nội địa đồng bằng, đồng bằng sông Kafue [vùng ngập hồ Bangweulu] (Châu Phi), sông Mississippi (Mỹ), sông Amazon (Nam Mỹ), sông Dương Tử (Trung Quốc), sông Danube (Trung Âu) và sông Murray-Darling (Australia). "Các vùng lũ của con sông lớn làm hồ chứa tự nhiên, cho phép nước dư thừa để lây lan ra trên một diện tích rộng, làm giảm độ sâu và tốc độ của nó. Vùng đất ngập nước gần thượng nguồn của sông suối có thể làm chậm dòng chảy nước mưa và mùa xuân tuyết tan để nó không chạy thẳng ra đất vào các dòng nước. Điều này có thể giúp ngăn ngừa đột ngột, gây thiệt hại lũ lụt ở hạ lưu.

### Chứa giá trị về đa dạng sinh học
Đất ngập nước là vùng cửa sông là nơi có sự đa dạng về loài chim định cư và di cư, nơi phân bố của rừng ngập mặn, đầm lầy nước mặn, cỏ biển và tảo. Đất ngập nước vùng đầm phá là nơi cư trú của nhiều loài cá nơi dừng chân của nhiều loài chim di cư. Các vùng đầm phá ven biển miền trung còn mang những nét độc đáo về sinh cảnh tự nhiên và chứa đựng giá trị đa dạng sinh học rất lớn cho khu hệ sinh vật thủy sinh. Các vùng đất ngập nước nội địa như U Minh, Đồng Tháp Mười và các hệ thống sông suối, hồ là những nơi chứa đựng nhiều loài động vật, thực vật đặc hữu hoặc những loài có tầm quan trọng về đa dạng sinh học toàn cầu.

### Nơi sinh sống cư trú lâu đời của cộng đồng dân cư
Đất ngập nước và các cộng đồng dân cư nông thôn đã gắn bó với nhau từ hàng ngàn năm. Cộng đồng dân cư Việt Nam đã sống với nhau thành những môi trường xã hội. Số lượng của những người sống và làm việc gần bờ biển dự kiến sẽ tăng nhanh trong vòng 50 năm tới. Từ khoảng 200 triệu người hiện đang sống ở các vùng đất thấp ven biển, sự phát triển của các trung tâm đô thị ven biển dự kiến sẽ tăng dân số 5 lần trong vòng 50 năm. Vương quốc Anh đã bắt đầu có các khái niệm về quản lý tổ chức lại ven biển. Kỹ thuật quản lý này cung cấp bảo vệ bờ biển qua việc phục hồi vùng đất ngập nước tự nhiên chứ không phải thông qua kỹ thuật được áp dụng.

### Những quan cảnh đẹp để phát triển du lịch
Có thể nói Việt Nam là một đất nước có cảnh quan đẹp, trong đó hầu hết các vùng đất ngập nước là những nơi có cảnh quan dẹp nhất. Có những vùng đất ngập nước đã nổi tiếng trong cả nước và trên thế giới là điểm đến của các du khách trong nước và quốc tế như Hạ Long, Cát Bà, Phú Quốc và Đồng Bằng sông Cửu Long.

## Các đặc điểm tự nhiên chủ yếu hình thành đất ngập nước

### Địa hình địa mạo
Các yếu tố địa hình địa mạo có ảnh hưởng rất lớn đến sự hình thành các loại đất ngập nước. sự thay đổi của các dạng địa mạo chính là sự thay đổi hình dạng bề mặt của vỏ trái đất, từ đó tạo nên những vùng lưu trữ nước. chẳng hạn vùng đồi núi, các loại đất ngập nước ngọt là chủ yếu là sông, hồ,suối,đầm. vùng đồng bắng gồm các dạng ngập nước ngọt chủ yếu là đồng bằng ngập nước ngọt theo mùa ở ven sông(đồng lúa, đầm rừng, đồng cỏ ngập nước theo mùa), hệ thống sông và kênh rạch. Vùng đồng bằng ven biển, và các cửa sông và kênh rạch. Vùng đòng bằng ven biển và các cửa sông chụi ảnh hưởng của thủy triều gồm các dạng đất ngập nước mặn (rừng ngập mặn, đất canh tác thủy sản, đất canh tác nông lâm ngư nghiệp luân phiên). Vùng thềm lục địa cạn(ngập triều từ 6m trở xuống) và các đảo gồm các dạng đất ngập nước mặn ngập triều thường xuyên.

### Khí hậu
Sự khác nhau về chế độ khí hậu giữa các vùng, đặc biệt là chế độ nhiệt ẩm có ảnh
hưởng lớn đến chế độ địa chất thủy văn của từng vùng trong thời gian ngập nước,
độ sâu ngập nước, chế độ nhiệt của nước, dẫn đến sự khác nhau giữa các loại hình đất ngập nước. những hiện tượng thời tiết bất thường như hiện tượng Elnino hay Elnina cũng đã gây ra mưa lũ và hạn hán với diễn biến khá phức tạp trong những
năm gần đây.

### Thủy văn
Thủy văn đất ngập nước liên quan đến tán không gian và thời gian phân, lưu lượng, và các thuộc tính hóa lý của bề mặt và nước ngầm trong các hồ chứa của nó. Dựa trên thủy văn, vùng đất ngập nước có thể được phân loại như ven sông (kết hợp với dòng), tích hồ (kết hợp với hồ nước và hồ chứa), và palustrine (cô lập). Nguồn của dòng chảy thủy văn vào vùng đất ngập nước là chủ yếu mưa, nước mặt, nước dưới đất. Nước chảy ra khỏi vùng đất ngập nước do bốc hơi, dòng chảy bề mặt, và thoát nước dưới bề mặt. Thủy động lực học (thông qua sự chuyển động của nước và từ một vùng đất ngập nước) ảnh hưởng đến hydroperiods (mực nước biến động theo thời gian) bằng cách kiểm soát cân bằng nước và nước lưu trữ trong một vùng đất ngập nước.
Đặc điểm cảnh quan kiểm soát thủy văn vùng đất ngập nước và hydrochemistry. O2 và CO2 nồng độ của nước phụ thuộc vào nhiệt độ và áp suất khí quyển. Hydrochemistry trong vùng đất ngập nước được xác định bằng độ pH, độ mặn, chất dinh dưỡng, dẫn, thành phần của đất, độ cứng, và các nguồn nước. Hóa học nước của vùng đất ngập nước khác nhau trên cảnh quan và vùng khí hậu. Vùng đất ngập nước nói chung minerotrophic với ngoại lệ của đầm lầy.
Nước đầm lầy của họ nhận được từ không khí và do đó nước của họ có thành phần ion khoáng thấp vì nguồn nước ngầm có nồng độ cao hơn các chất dinh dưỡng và khoáng chất hòa tan so với lượng mưa.
Nước hóa học Fens dao động từ pH thấp và khoáng chất thấp để kiềm với sự tích lũy cao của calci và magiê, vì họ có được nước từ mưa cũng như nước ngầm 

### Thảm thực vật rừng
Về thảm thực vật tự nhiên trên các vùng ngập nước. trên các vùng đất ngập nước chụi ảnh hưởng của vùng nước mặn ở ven biển, thảm thực vật tự nhiên là những loại cây chụi mặn và có khả năng thích nghi với điều kiện ngập nước. Phan Nguyên Hồng (1999) đã thống kê được 106 loài cây ngập mặn. thành phần của thảm thực vật tự nhiên vùng cửa sông thường gồm những loài cây nước lợ điển hình như loài Bần trắng, bần chua, vẹt khang, dừa nước là những loại chỉ thị cho môi trường nước lợ. thực vật ven hồ thường là các loài Súng, sen thuộc họ Súng, Béo cái thuộc họ Ráy, Bèo tai chuột thuộc họ Bèo tai chuột…
Cây Tràm là một loài cây quan trọng ở những vùng đất ngập nước theo mùa như đồng bằng sông cử long. Trong các đầm lầy, các loài lau. Sậy. cói cỏ cũng là loài thực vật chiếm ưu thế. Chúng thường được gọi là loài thực vật nhô vì thân của những loài này một phần ở trong nước và một phần nhô cao khỏi mặt nước. thực vật đầm lầy đặc trưng dọc các con kênh chia cắt các vùng đầm lầy khỏi những vùng bằng phẳng ở khu vực đồng bằng nơi ít bị ngập hơn những phần còn lại của vùng.
Những loài thực vật chiếm ưu thế trong hầu hết những vùng đầm lầy nước ngọt bao gồm những loài lau sậy, bồn bồn, lác, cỏ năng, cỏ ống, cói. Đặc tính của mỗi thảm thực vật thay đổi theo địa lý và chế độ địa chất thủy văn của từng đầm lầy. Liên quan đến hệ sinh thái đất ngập nước, các quần thể thực vật đáng chú ý là (1) rừng ngập mặn ở vùng cửa sông ven biển; (2) rừng đầm lầy trên đất trũng, đất phèn (3) các quần xã thực vật thủy sinh trong các ao hồ là những đối tượng quan trọng.

### Đất đai
Carbon là chất dinh dưỡng quan trọng trong vùng đất ngập nước. Hầu hết các chất dinh dưỡng, chẳng hạn như lưu huỳnh, phosphor, cacbon, và nitơ được tìm thấy trong đất của vùng đất ngập nước. Kỵ khí và hô hấp hiếu khí trong đất ảnh hưởng đến chu kỳ dinh dưỡng của carbon, hydro, oxy và nitơ, và độ tan của phosphor  góp phần biến hóa trong nước. Vùng đất ngập nước với độ pH thấp và dẫn nước muối có thể phản ánh sự hiện diện của axit sunfat  và đất ngập nước với độ mặn trung bình có thể bị ảnh hưởng nặng nề bởi calci hoặc magiêư. quá trình Sinh địa hóa trong vùng đất ngập nước được xác định bằng đất có tiềm năng oxy hóa khử thấp.
Có các nhóm đất có liên quan đến vùng đất ngập nước:
- Đất mặn phân bố chủ yếu ở rừng ngập mặn ven biển, địa hình thấp ven biển, cửa sông
- Đất phù sa phân bố chủ yếu ở vùng châu thổ của các sông
- Đất glây ở địa hình trũng, úng nước
- Đất than bùn ở vùng trũng đọng nước
- Đất cát ở vùng ven biển

## Hệ thống phân loại đất ngập nước[18]

### Bậc I
Có 2 hệ thống được phân biệt dựa vào bản chất của nước (nước mặn và nước ngọt). Theo đó đất ngập nước bị ảnh hưởng bởi môi trường biển (đất ngập nước thuộc đới bờ biển) và đất ngập nước không thuộc môi trường biển (đất ngập nước thuộc môi trường nội địa). Những vùng đất ngập nước ở gần bờ biển nhưng không chịu ảnh hưởng trực tiếp của bờ biển. Chẳng hạn như đã có hệ thống đê ngăn mặn sẽ làm trong hệ thống đất ngập nước nội địa.

#### Đất ngập nước mặn
Hệ thống đất ngập nước mặn chính là đới chuyển tiếp giữa đất liền và đại dương, bao gồm các dạng ngập nước nằm ở đới bờ biển và chịu ảnh hưởng của biển. Những vùng ven bờ biển, những đảo nhỏ và những vùng ven đảo lớn, chịu ảnh hưởng của thủy triều. Mực nước ngập sâu nhất khi thủy triều thấp nhất, trung bình qua nhiều năm, không vượt quá 6 m, những vùng đất ven biển không chịu ngập bởi thủy triều, theo ngày theo tháng hoặc bị ngập khi thủy triều lên cao bất thường. Thuộc hệ thống này bao gồm những vách đá ngăn biển và nền biển có bờ đáy là bùn cát hoặc đá cuội có thực vật hoặc không có thực vật.

#### Đất ngập nước ngọt
Bao gồm những loại đất ngập nước không nhận nước từ biển mặc dù chúng có thể nằm ven biển. Trong hệ thống này có những cánh đồng trồng cây nông nghiệp đã được ngọt hóa bằng hệ thống đê ngăn mặn. Các vùng đồng bằng ngập nước định kỳ hay ngập nước theo mùa, nguồn nước từ các sông hoặc hồ chứa, các vùng đầm lầy, hồ tự nhiên hoặc nhân tạo, các đồng cỏ hoặc rừng đầm lầy ngập nước định kỳ hoặc theo mùa, các đồng ruộng trồng cây công nghiệp hoặc nuôi trồng thủy sản có thời gian ngập nước ít nhất 6 tháng trên một năm ở đồng bằng, trung du hoặc vùng núi. Các kênh rạch, sông, suối có nước chảy thường xuyên ít nhất là 6 tháng trên một năm. Các dòng chảy ngầm trong các địa hình cax-tơ.

### Bậc II
Có 3 hệ thống phụ nằm trong vùng đất ngập mặn là:
- Đất ngập nước mặn thuộc ven biển
- Đất ngập nước mặn thuộc cửa sông
- Đất ngập nước mặn thuộc đầm phá

Có 3 hệ thống phụ trong hệ thống đất ngập nước ngọt là:
- Đất ngập nước ngọt thuộc sông
- Đất ngập nước ngọt thuộc hồ
- Đất ngập nước ngọt thuộc đầm

#### Đất ngập mặn ven biển thuộc ven biển
Ven biển là vùng chuyển tiếp giữa đất liền và đại dương. Vùng ven biển có những đặc trưng sau:
- Đây là vùng chịu ảnh hưởng trực tiếp từ thủy triều, sóng biển, hải lưu và gió.
- Môi trường nước không hoặc có sự pha trộn rất ít giữa nước ngọt và nước mặn do nằm xa cửa sông.
- Giới hạn trên của vùng ven biển là mức thủy triều cao nhất bình quân hàng tháng trong năm.
- Giới hạn dưới của thềm lục địa có độ sâu mực nước khi thủy triều mức thấp nhất không vượt quá 6 m.[21]
- Vùng ven biển bao gồm các đảo nhỏ ven biển.

Những vùng đất gần ven biển nhưng được cách biệt với sự ảnh hưởng của biển bằng hệ thống đê ngăn mặn sẽ không thuộc hệ thống đất ngập nước mặn ven biển.

#### Đất ngập nước mặn thuộc cửa sông
- Vùng cửa sông bao gồm cả tam giác châu đang hình thành do hoạt động tổng hợp của sông và biển, các dòng chảy phân nhánh, những diện tích lầy do điều kiện thoát nước, nhiều dạng tích tụ cát hình con trạch hoặc các giồng cát, cồn cát xếp thành các hình nan quạt.
- Cửa sông khá đa dạng về hình thái và cấu trúc. Dạng địa hình đặc trưng nhất của cửa sông là châu thổ hay còn gọi là tam giác châu. Châu thổ là dạng địa hình tích tụ của dòng sông tại nơi đó đổ vào bồn biển. Trên bề mặt châu thổ, dòng sông thường phân nhánh phức tạp, tuy nhiên cũng có những trường hợp không phân nhánh, do đó người ta vẫn xem sự phân nhánh là một dấu hiệu hình thái chỉ thị để xác định phạm vi của châu thổ.
- Về mặt động lực có sự tương tác phức tạp giữa quá trình sông với các quá trình biển, như động lực sóng, động lực triều và các dòng sông, nước dồn nước rút. Khi dòng sông giàu phù sa, hoạt động triều và nước dồn, nước rút yếu thì quá trình bồi tụ thuận lợi. Trong trường hợp dòng triều mạnh, cửa sông bị xâm thực và phù sa bị cuốn ra biển tham gia vào quá trình bồi tụ dọc bờ, hình thành loại cửa sông hình phễu. Ngoài ra quá trình bồi tụ ở đây dược thúc đẩy mạnh mẽ do nước ngọt trộn với nước biển sinh ra quá trình ngưng keo mạnh đối với các chất phù sa lơ lửng trong nước sông.
- Đặc trưng cơ bản phân biệt vùng cửa sông với ven biển là: Quá trình địa mạo ở vùng cửa sông luôn luôn có sự tương tác giữa các hoạt động của biển và các hoạt động của sông. Chế độ thủy văn và chất lượng nước ở các cửa sông luôn thay đổi theo mùa và tương quan chặt chẽ với nước cửa sông. Thành phần vật chất của hệ sinh thái ở vùng cửa sông có sự pha trộn các sản phẩm từ đại dương do biển đem lại và các sản phẩm từ lục địa do nước sông mang tới.
- Giới hạn trên của vùng cửa sông cũng là mức thủy triều cao nhất bình quân hàng tháng trong năm.
- Giới hạn dưới là thềm lục địa có độ sâu mực nước khi thủy triều ở mức thấp nhất không vượt quá 6m.

#### Đất ngập nước mặn thuộc đầm phá ven biển
Đầm phá nước mặn hình thành ở những vùng phức hợp phản ánh sự dao động triều và biến đổi về độ mặn cũng như độ ngập. Chúng thường bị chia cắt bởi những con lạch triều là những dòng nước hết sức quan trọng giúp cho việc trao đổi nước, chất dinh dưỡng, chất hữu cơ và các vùng sinh vật diễn ra. Chúng cũng là những tuyến kết nối đầm lầy nước mặn, cửa sông và các vùng biển mở, tạo cho đầm lầy nước mặn đóng vai trò thiết yếu trong việc đáp ứng các nhu cầu về nơi sinh sản nuôi dưỡng và kiếm ăn của nhiều loài sinh vật biển. mặc dù bị ảnh hưởng bởi sự lên xuống của thủy triều nhưng độ mặn của đầm lầy không cao.

#### Đất ngập nước thuộc sông
Hệ thống sông là hệ thống nhất quán của nhiều dòng sông, có chung một thủy hệ, cùng chung một dòng thoát nước đổ vào hồ lớn hoặc đổ ra biển, đất ngập nước ngọt thuộc sông bao gồm các dòng sông, suối kênh rạch nước ngọt và những vùng đồng bằng ngập lũ ven sông có chế độ thủy văn chịu ảnh hưởng của sông. Đồng bằng ngập lũ là vùng đất bằng phẳng tiếp giáp với sông và thường xuyên bị ngập lũ và thường tập trung nhiều nhất ở vùng hạ lưu các con sông. Ở nhiều nơi vùng đồng bằng ngập lũ thường gắn với vùng đất thấp ven biển và thường kết thúc ở các cửa sông và châu thổ.

#### Đất ngập nước ngọt thuộc hồ
Hồ là những mặt nước cố định chiếm giữ những khu vực rộng lớn hoặc những vùng trũng diện tích nhỏ góp phần làm phong phú thêm các loại hình đất ngập nước. Những mặt nước này bao gồm từ những loại như hồ có quy mô lớn thường có mực nước sâu và nhiệt độ thay đổi tùy thuộc vào độ sâu, cho đến những ao nhỏ thường là nông và nước có cùng nhiệt độ. Chúng có thể là tự nhiên hoặc nhân tạo. Đất ngập nước hình thành ở những rìa nông của hồ, ao tùy vào hướng độ dốc và độ sâu của nước.

#### Đất ngập nước ngọt thuộc về đầm
Đầm lầy nước ngọt thường xuất hiện ở những vùng nước cạn dọc bờ hồ, sông đặc biệt là những phần sông cụt chẳng hạn như những hồ hình thành từ những nhánh sông chết. Những vùng trũng sâu ở đồng bằng ngập lũ là những điều kiện hình thành đầm lầy nước ngọt thường là phải qua một quá trình diễn thế sinh thái. Đầm lầy tồn tại nhờ vào nước nguồn hơn là nước mưa. Các hoạt động của con người như đắp đê bao giữ nước đóng vai trò quyết định cho sự tồn tại của đầm.

### Bậc III
Là các lớp đất ngập nước được phân chia theo chế độ địa chất thủy văn: ngập thường xuyên hay không thường xuyên.

#### Các loại hình thuộc hệ thống đất ngập nước mặn (thuộc ven biển, cửa sông đầm phá ven biển)
Các loại hình ngập nước mặn thường xuyên là những đối tượng luôn luôn ngập triều hàng tháng. Ranh giới được tính từ mức thủy triều thấp nhất bình quân hàng tháng tới độ sâu 6m.
Các loại hình ngập nước mặn không thường xuyên là những đối tượng ở vùng trung gian triều bị ngập khi thủy triều cao nhất bình quân hàng tháng.
Những loại hình không được xếp vào đất ngập nước mặn nếu không bị ngập bởi thủy triều lên cao nhất bình quân hàng tháng.

#### Các loại hình thuộc hệ thống đất ngập nước ngọt (thuộc sông, đầm, hồ)
Đất ngập nước ngọt thường xuyên là những loại hình đất luôn luôn bị ngập nước khi mực nước xuống thấp nhất hàng năm tới độ sâu 6m, khi mực nước xuống thấp nhất bình quân hằng năm.
Đất ngập nước ngọt không thường xuyên là những loại hình bị ngập nước ngọt nếu thời gian ngập liên tục từ 3 tháng trở lên.
Những loại hình không được xếp vào đất ngập nước ngọt nếu thời gian ngập liên tục hàng năm không đạt 3 tháng.
Theo đó có các lớp đất ngập nước như sau:
1. Đất ngập nước mặn, ven biển, ngập thường xuyên
2. Đất ngập nước mặn ven biển, ngập không thường xuyên
3. Đất ngập nước mặn cửa sông ngập thường xuyên
4. Đất ngập nước mặn cửa sông ngập không thường xuyên
5. Đất ngập nước mặn đầm phá ngập thường xuyên
6. Đất ngập nước mặn, đầm phá ngập không thường xuyên
7. Đất ngập nước ngọt thuộc sông ngập thường xuyên
8. Đất ngập nước ngọt thuộc sông không thường xuyên
9. Đất ngập nước ngọt thuộc hồ ngập thường xuyên
10. Đất ngập nước ngọt thuộc hồ không ngập thường xuyên
11. Đất ngập nước ngọt thuộc đầm ngập thường xuyên
12. Đất ngập nước ngọt thuộc đầm ngập không thường xuyên

### Bậc 4
Các đơn vị phân loại đất ngập nước ở bậc 4 được phân biệt với nhau căn cứ vào hiện trạng đất đai sử dụng đất. Các yếu tố phân loại gồm nền đất, thảm thực vật và hiện trạng sử dụng đất. Tên goi mỗi lớp phụ mang đầy đủ tính chất của một đơn vị đất ngập nước từ bậc 1 đến bậc 4: Hệ thống; hệ thống phụ; lớp và lớp phụ.
1. Đất ngập nước mặn, ven biển, ngập thường xuyên không có thực vật.
2. Đất ngập mặn ven biển ngập thường xuyên có các thực vật thủy sinh
3. Đất ngập mặn ven biển thường xuyên có bãi san hô
4. Đất ngập mặn ven biển ngập thường xuyên có các công trình nuôi trồng thủy sản.

## Bảo tồn vùng đất ngập nước

### Công ước Ramsar
Công ước Ramsar là một công ước quốc tế về bảo tồn và sử dụng một cách hợp lý và thích đáng các vùng đất ngập nước (ĐNN), với mục đích ngăn chặn quá trình xâm lấn ngày càng gia tăng vào các vùng ĐNN cũng như sự mất đi của chúng ở thời điểm hiện nay và trong tương lai; công nhận các chức năng sinh thái học nền tảng của các vùng ĐNN và các giá trị giải trí, khoa học, văn hóa và kinh tế của chúng. Hiện nay, hơn 2.000 vùng ĐNN có tầm quan trọng quốc tế được công nhận thành khu Ramsar, cần được bảo vệ đặc biệt với diện tích hơn 1,85 triệu km2, trong đó vùng ĐNN Côn Đảo đã được công nhận 7 tiêu chí trở thành khu Ramsar.

## Hình ảnh

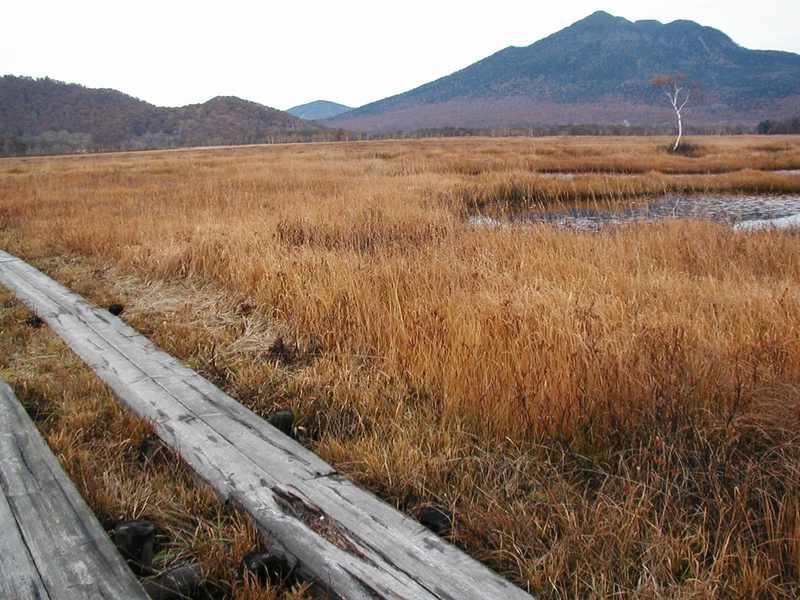
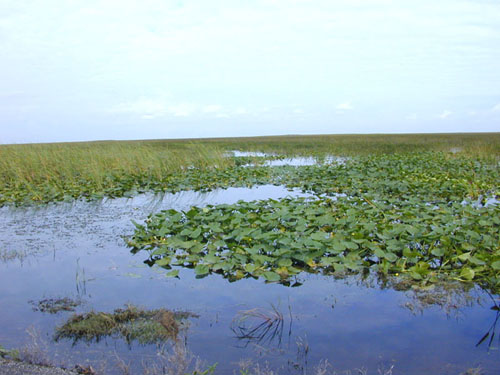
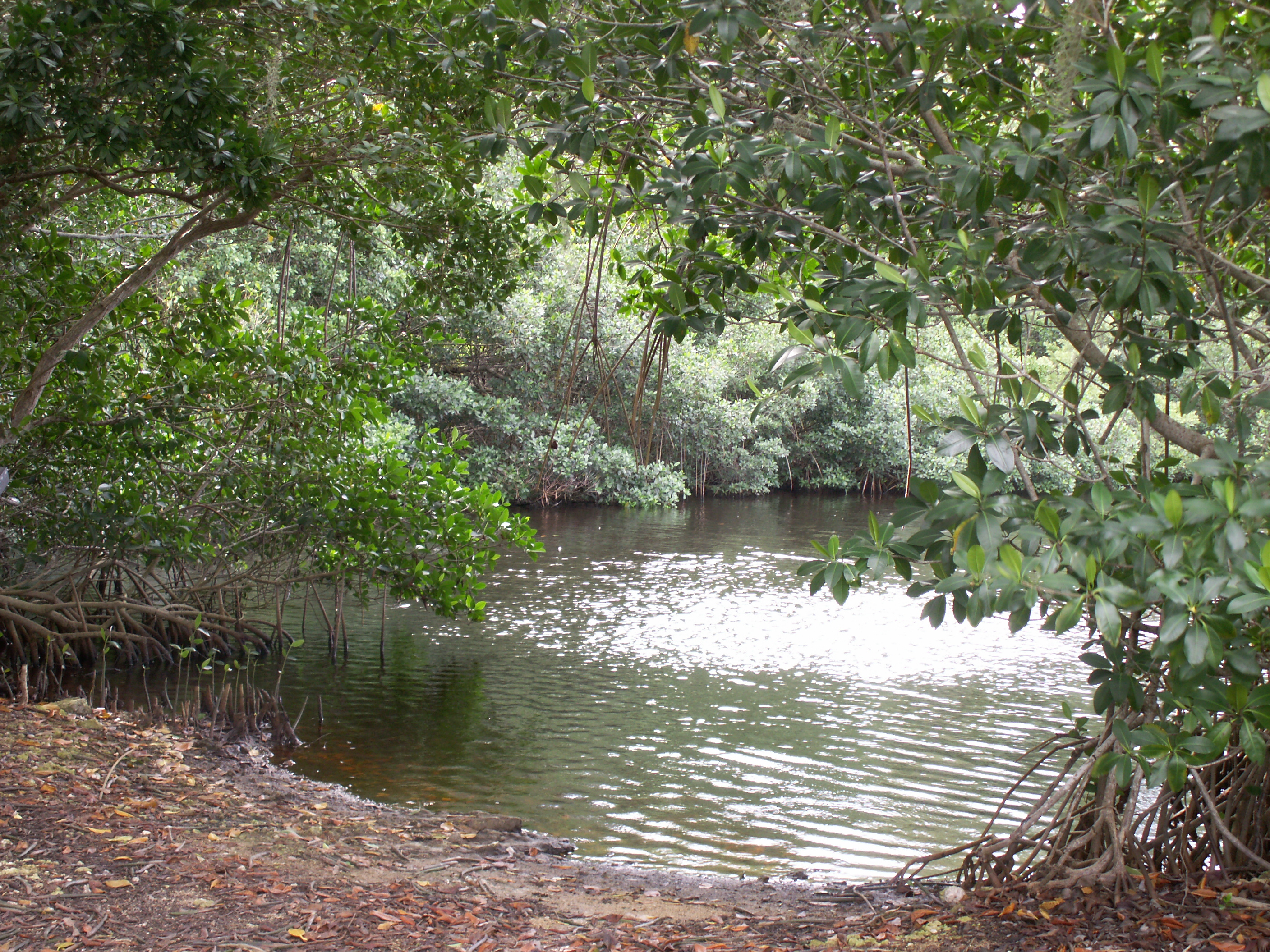